# جان گودمن
جان استیون گودمن (به انگلیسی: John Goodman) (زاده ۲۰ ژوئن ۱۹۵۲) بازیگر سینما، تلویزیون و تئاتر و صداپیشه آمریکایی است. گودمن از سال ۱۹۷۵ حرفهٔ بازیگری را شروع کرده و سابقهٔ کاری پرباری دارد و در تعداد زیادی فیلم سینمایی و سریال نقش آفرینی کرده‌است. از فیلم‌های مهمی که وی بازی کرده می‌توان به لباوسکی بزرگ، آرگو و فوق‌العاده بلند و بیش از حد نزدیک و قمارباز اشاره نمود.

## قسمتی از فیلمشناسی
| نام فیلم                         | سال تولید | نقش                  | توضیحات                                                                                            |
| -------------------------------- | --------- | -------------------- | -------------------------------------------------------------------------------------------------- |
| آرام و با دقت انجام بده          | ۲۰۱۹      |                      | |
| ایالت محبوس                      | ۲۰۱۹      |                      | |
| والرین و شهر هزار سیاره          | ۲۰۱۷      |                      | |
| تبدیل‌شوندگان: آخرین شوالیه       | ۲۰۱۷      |                      | |
| بلوند اتمی                       | ۲۰۱۷      |                      | |
| روزی روزگاری در ونیز             | ۲۰۱۷      |                      | |
| کونگ: جزیره جمجمه                | ۲۰۱۷      |                      | |
| روز میهن‌پرستان                   | ۲۰۱۶      |                      | |
| ترامبو                           | ۲۰۱۵      | فرانک کینگ           | |
| قمار باز                         | ۲۰۱۴      | فرانک                | |
| تبدیل‌شوندگان: عصر انقراض         | ۲۰۱۴      |                      | صداپیشه                                                                                            |
| مردان آثار یادبود                | ۲۰۱۴      | کاپیتان والتر گارفِلد | |
| درون لوین دیویس                  | ۲۰۱۳      | رولند تِرنِر           | |
| دانشگاه هیولاها                  | ۲۰۱۳      |                      | صداپیشه                                                                                            |
| کار آموز                         | ۲۰۱۳      |                      | |
| خماری: قسمت سوم                  | ۲۰۱۳      | مارشال               | |
| پرواز                            | ۲۰۱۲      |                      | نامزد جایزه ستلایت به عنوان بهترین بازیگر نقش مکمل مرد                                             |
| آرگو                             | ۲۰۱۲      | جان چمبرز            | برندهٔ جایزهٔ بهترین عوامل فیلم از جشنواره فیلم هالیوود برنده جایزه انجمن بازیگران فیلم              |
| کمپین                            | ۲۰۱۲      |                      | |
| پارانورمن                        | ۲۰۱۲      |                      | صداپیشه                                                                                            |
| فوق‌العاده بلند و بیش از حد نزدیک | ۲۰۱۱      |                      | |
| آرتیست                           | ۲۰۱۱      |                      | نامزد جایزه انجمن بازیگران فیلم                                                                    |
| تو جک را نمی‌شناسی                | ۲۰۱۰      |                      | نامزد جایزه امی ساعات پربیننده به عنوان بهترین بازیگر نقش مکمل مرد نامزد جایزه انجمن بازیگران فیلم |
| شاهدخت و قورباغه                 | ۲۰۰۹      |                      | صداپیشه                                                                                            |
| در مه الکتریکی                   | ۲۰۰۹      |                      | |
| مسابقه سرعت                      | ۲۰۰۸      |                      | |
| فیلم زنبور                       | ۲۰۰۷      |                      | صداپیشه                                                                                            |
| مجازات مرگ                       | ۲۰۰۷      |                      | |
| ماشین‌ها                          | ۲۰۰۶      |                      | صداپیشه                                                                                            |
| ماشین جدید مایک                  | ۲۰۰۲      |                      | |
| کارهای کثیف                      | ۲۰۰۲      |                      | |
| شرکت هیولاها                     | ۲۰۰۱      |                      | صداپیشه                                                                                            |
| یک شب در مک‌کول                   | ۲۰۰۱      |                      | |
| شما اهل کدام سیاره هستید؟        | ۲۰۰۰      |                      | |
| ماجراهای راکی و بولوینکل         | ۲۰۰۰      |                      | |
| ای برادر، کجایی؟                 | ۲۰۰۰      |                      | |
| احیای مردگان                     | ۱۹۹۹      |                      | |
| دونده                            | ۱۹۹۹      |                      | |
| لبوفسکی بزرگ                     | ۱۹۹۸      |                      | |
| برادران بلوز ۲۰۰۰                | ۱۹۹۸      |                      | |
| فروافتاده                        | ۱۹۹۸      |                      | |
| شب مادر                          | ۱۹۹۶      |                      | |
| اتوبوسی به نام هوس               | ۱۹۹۵      |                      | |
| بارتون فینک                      | ۱۹۹۱      |                      | |
| استلا                            | ۱۹۹۰      |                      | |
| هراس از عنکبوت                   | ۱۹۹۰      |                      | |
| همیشه                            | ۱۹۸۹      |                      | |
| دریای عشق                        | ۱۹۸۹      |                      | |
| همه آمریکایی هستند               | ۱۹۸۸      |                      | |
| پانچ‌لاین                         | ۱۹۸۸      |                      | |
| بزرگ کردن آریزونا                | ۱۹۸۷      |                      | |
| راحتی بزرگ                       | ۱۹۸۷      |                      | |
| رویاهای شیرین                    | ۱۹۸۵      |                      | |
| بازماندگان                       | ۱۹۸۳      |                      | |